# Challenger de Chitré
El Visit Panamá Cup de Chitré es un torneo profesional de tenis. Pertenece al ATP Challenger Series. Se juega desde el año 2014 sobre pistas duras, en la ciudad de Chitré, Panamá.

## Palmarés

### Individuales
| Año  | Campeón       | Finalista  | Resultado     |
| ---- | ------------- | ---------- | ------------- |
| 2014 | Wayne Odesnik | Jimmy Wang | 5-7, 6-4, 6-4 |

### Dobles
| Año  | Campeones                   | Finalistas                           | Resultado |
| ---- | --------------------------- | ------------------------------------ | --------- |
| 2014 | Kevin King Juan Carlos Spir | Alex Llompart Mateo Nicolás Martínez | 7–65, 6–4 |